# Greifenburg
Greifenburg è un comune austriaco di 1 755 abitanti nel distretto di Spittal an der Drau, in Carinzia; ha lo status di comune mercato (Marktgemeinde).
Alcuni ritrovamenti archeologici testimoniano che la zona era abitata già a partire dall'epoca romana. La prima testimonianza documentale del paese risale al 1166.